# Press
Press – dwumiesięcznik branżowy adresowany do dziennikarzy, pracowników reklamy i public relations; pierwszy numer miesięcznika ukazał się 15 lutego 1996 r. Wydawcą jest poznańska firma Press sp. z o.o. Założycielem i redaktorem naczelnym pisma jest Andrzej Skworz.
Od października 2005 czasopismo to dostępne jest również w formie elektronicznej (e-Press). Od 16 grudnia 2003 roku funkcjonuje ponadto serwis internetowy Press.pl.
Press jest organizatorem m.in. dorocznego konkursu dziennikarskiego Grand Press.
Od stycznia 2019 siedziba redakcji znajduje się w Warszawie (wcześniej była w Poznaniu). 2 października 2019 w pożarze, który wybuchł w znajdującym się na kondygnacji poniżej sklepie spożywczym, spłonęła siedziba redakcji. Pomimo to redakcja zdecydowała się nie wstrzymywać ogłoszenia kolejnej edycji konkursu na dziennikarza roku.